# Minyas ultramarina
Minyas ultramarina är en havsanemonart som först beskrevs av Le Sueur 1817.  Minyas ultramarina ingår i släktet Minyas och familjen Minyadidae. Inga underarter finns listade i Catalogue of Life.